# Overstrand (municipalité)
Overstrand est une le nom d'une municipalité locale (Overstrand Local Municipality) située dans le district municipal de l'Overberg dans le sud-ouest de la province du Cap-Occidental en Afrique du Sud. Le siège de la municipalité est situé dans la ville d'Hermanus.

## Localisation
La municipalité d'Overstrand couvre une superficie de 1 708 kilomètres carrés et s'étend le long de la côte de l'Overberg, de l'est de False Bay jusqu'à presque atteindre le cap Agulhas. À son extrémité ouest, il est séparé de la ville de Cape Town par les montagnes de Kogelberg et au nord est séparé de la municipalité de Theewaterskloof par le Kogelberg et les montagnes Kleinrivier. A l'est, il jouxte la municipalité de Cape Agulhas. La partie ouest de la municipalité se compose principalement d'une plaine côtière étroite bordée de montagnes.

## Localités d'Overstrand
Les villes, villages, localités et townships de la municipalité sont :
| Localités                      | Code   | Population | Superficie (km2) | Langue maternelle dominante |
| ------------------------------ | ------ | ---------- | ---------------- | --------------------------- |
| Arabella Country Estate        | 172007 | 67         | 1,33             | Anglais sud-africain        |
| Baardscheerders Bosch          | 172024 | 103        | 1,10             | Afrikaans                   |
| Betty's Bay                    | 172004 | 1 380      | 20,99            | Afrikaans                   |
| Birkenhead                     | 172021 | 56         | 9,83             | Afrikaans                   |
| Réserve naturelle de Fernkloof | 172015 | 0          | 11,27            |                             |
| Fisherhaven                    | 172011 | 723        | 2,97             | Afrikaans                   |
| Franskraalstrand               | 172023 | 1 165      | 2,50             | Afrikaans                   |
| Gansbaai                       | 172020 | 11 598     | 12,44            | Afrikaans                   |
| Hawston                        | 172012 | 8 214      | 4,65             | Afrikaans                   |
| Hermanus                       | 172014 | 10 457     | 17,81            | Afrikaans                   |
| Highlands                      | 172002 | 75         | 68,42            | Afrikaans                   |
| Kleinmond                      | 172009 | 6 634      | 7,13             | Afrikaans                   |
| Kogelberg                      | 172003 | 3          | 153,30           | Anglais                     |
| Lebanon                        | 172001 | 74         | 36               | Afrikaans                   |
| Onrusrivier                    | 172013 | 5 151      | 10,83            | Afrikaans                   |
| Paarde Poort                   | 172008 | 0          | 8,10             |                             |
| Pearly Beach                   | 172025 | 1 042      | 3,92             | Afrikaans                   |
| Pringle Bay                    | 172010 | 801        | 3,26             | Anglais                     |
| Rooiels                        | 172006 | 125        | 1,15             | Anglais                     |
| Sand Bay                       | 172017 | 4 102      | 4,19             | Afrikaans                   |
| Stanford                       | 172019 | 4 797      | 3,92             | Afrikaans                   |
| Van Dyks Bay                   | 172022 | 500        | 2,85             | Afrikaans                   |
| Vogelgat                       | 172016 | 4          | 6,14             | Anglais                     |
| Wolvengat                      | 172026 | 50         | 1,36             | Afrikaans                   |
| Zwelihle                       | 172018 | 18 210     | 2,11             | IsiXhosa                    |
| Zones rurales                  | 172005 | 5 100      | 1 309,44         | Afrikaans                   |
| Total                          | Total  | 80 432     | 1 707,51         | Afrikaans                   |

## Démographie

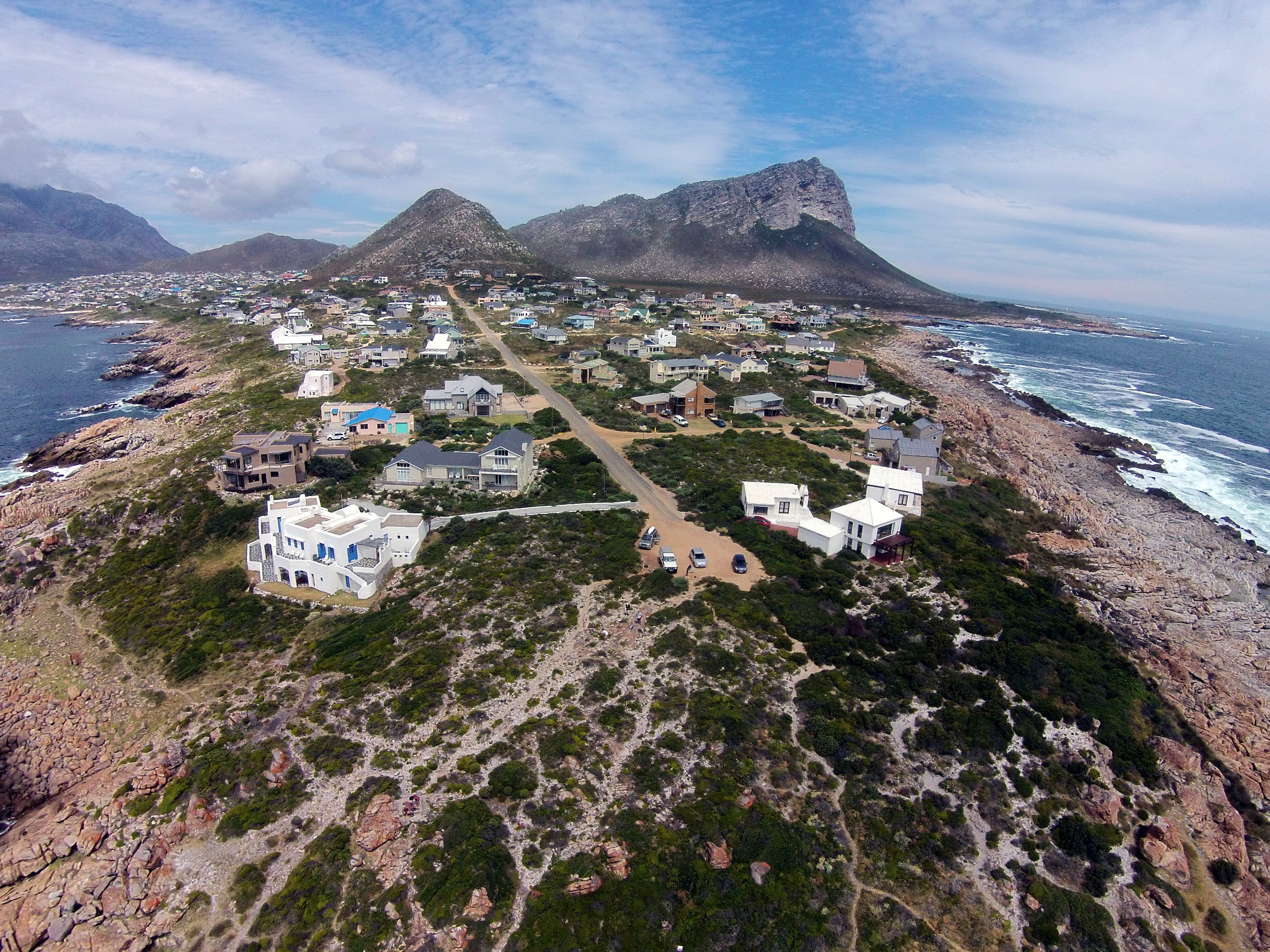
Le village de Pringle Bay.

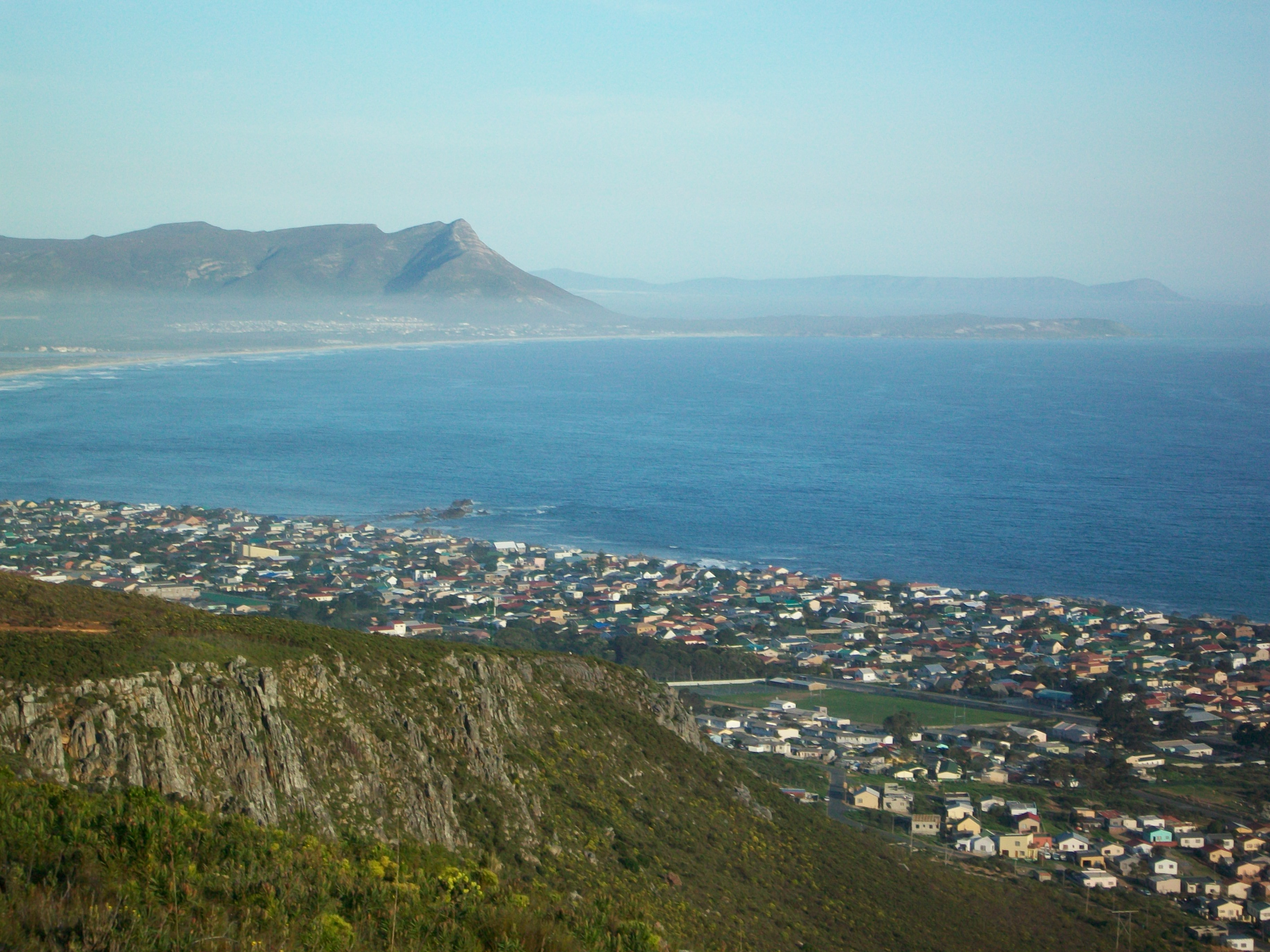
Kleinmond.

Selon le recensement de 2011, les 80 432 résidents de la municipalité d'Overstrand sont majoritairement issus des populations noires (36,22 %). Les blancs représentent 31,25 % des habitants tandis que les coloureds, majoritaires dans la province, représentent 31,04 % des résidents. 
Les habitants ont majoritairement l'afrikaans pour langue maternelle (53,45 %) devant le xhosa (29,17 %).

## Historique

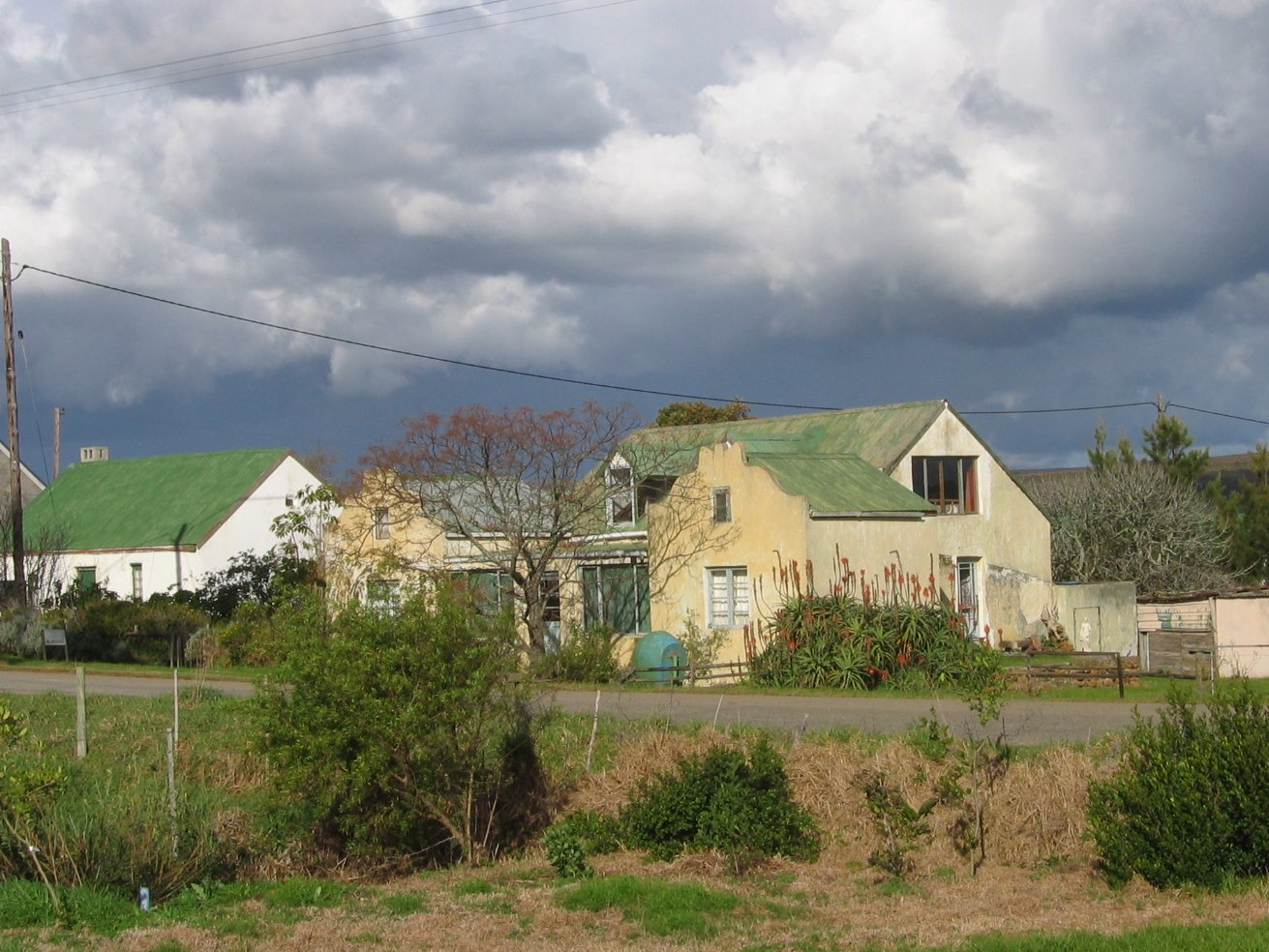
Le hameau de Baardscheerders Bosch.

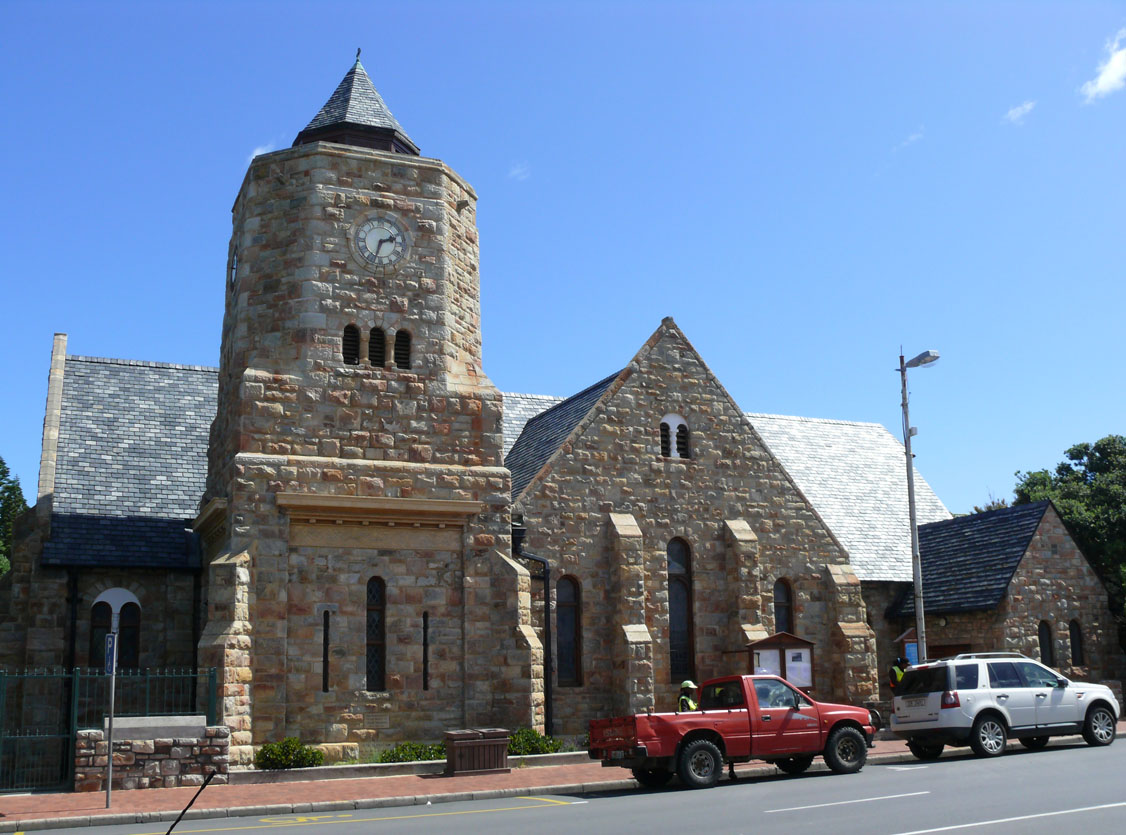
Église Saint Patrick à Hermanus.

Avant 1994, les villes de la région, constituant aujourd'hui Overstrand, étaient gérées par des conseils municipaux (Betty's Bay, Kleinmond, Onrusrivier, Hermanus, Stanford et Gansbaai) alors que les villages et les centres de villégiature (Pringle Bay, Rooi-Els, Vermont, Sandbaai, Pearly Beach, De Kelders, Kleinbaai et Franskraalstrand) étaient administrés par des conseils locaux. Les membres de ces conseils étaient élus par les résidents blancs de ces localités. Les habitants de couleur (coloured) de Kleinmond, Stanford, Hawston, Mount Pleasant et Gansbaai relevaient de comités de gestion subordonnés aux conseils municipaux tandis que le township de Zwelihle était géré par un conseil municipal distinct établi en vertu de la loi sur les autorités locales noires. Les zones rurales étaient pour leur part gérées par le Conseil des services régionaux d'Overberg. 
Au début des années 1990, un processus a été mis en place pour que les autorités locales négocient des fusions volontaires. En janvier 1993, la municipalité de Kleinmond a fusionné avec son comité de gestion pour former une seule municipalité pour la région de Kleinmond. Celle de Gansbaai a fusionné avec son comité de gestion et les conseils locaux de De Kelders, Kleinbaai, Franskraalstrand et Pearly Beach pour former une seule municipalité pour la zone de Gansbaai. En janvier 1994, la municipalité de Betty's Bay a fusionné avec les conseils locaux de Pringle Bay et de Rooi-Els pour former la municipalité de Hangklip.
Après les élections générales sud-africaines de 1994 et à la suite des négociations entre les autorités locales existantes, les partis politiques et les organisations communautaires locales, les autorités locales sortantes furent dissoutes pour être remplacées en décembre 1994 par des conseils locaux de transition (TLC) pour chaque ville et village : 
- le Greater Hermanus TLC remplaça la municipalité de Hermanus, la municipalité d'Onrusrivier, le conseil municipal de Zwelihle, les comités de gestion de Hawston et Mount Pleasant ainsi que les conseils locaux du Vermont et de Sandbaai.
- le Gansbaai TLC remplaça la municipalité de Gansbaai.
- le Hangklip / Kleinmond TLC remplaça la municipalité de Hangklip et la municipalité de la région de Kleinmond
- le Stanford TLC remplaça la municipalité de Stanford et le comité de gestion de Stanford.

Lors des élections municipales de 1996, le conseil de district d'Overberg fut créé, remplaçant le conseil des services régionaux d'Overberg. Des conseils représentatifs de transition (TRC) furent aussi élus pour représenter les zones rurales en plus des TLC au sein du conseil de district. La zone qui allait devenir Overstrand comprenait également des parties des TRC de Caledon et Bredasdorp.
En décembre 2000, remplaçant les municipalités du Grand Hermanus, de Hangklip-Kleinmond, de Stanford et de Gansbaai, la municipalité locale d'Overstrand est constituée en tant qu'autorité locale unique. La majorité des municipalités défuntes avaient été des bastions du parti national et de son successeur, le Nouveau Parti National (NNP) qui avait continué à diriger les gouvernements locaux après les élections municipales de 1996. Le maire sortant NNP de Hangklip-Kleinmond, Willie Smuts, fut ainsi élu maire de la nouvelle municipalité d'Overstrand lors des élections municipales sud-africaines de 2000, sous l'étiquette de la nouvelle Alliance démocratique (DA). En 2002, Smuts fit défection de la DA avec sept autres conseillers municipaux pour reformer le NNP et constituer une alliance majoritaire au conseil municipal avec le congrès national africain (ANC). En septembre 2004, Smuts rallia l'ANC alors que le NNP annonçait sa dissolution sur le plan national.   
Lors des élections municipales sud-africaines de 2006, la DA prit sa revanche et remporta une majorité absolue de dix sièges (sur 19 à l'époque) au sein du conseil municipal. Le parti remporta un onzième siège en 2007 lors du ralliement d'un conseiller municipal du parti chrétien démocrate africain. 
Lors des élections municipales sud-africaines de 2011, la DA remporta quinze des 25 sièges du conseil municipal, laissant neuf sièges à l'ANC et un siège à un indépendant.
Lors des élections municipales de 2016, la DA remporta 64,65 % des voix et 16 sièges de conseillers municipaux contre 31,29 % et 9 sièges à l'ANC et 1,87 % des voix et un siège aux Economic Freedom Fighters. 
Lors des élections municipales de 2021, la DA remporta 17 des 27 sièges du conseil municipal contre notamment 4 sièges  à l'ANC et 2 sièges  au front de la liberté.

## Administration

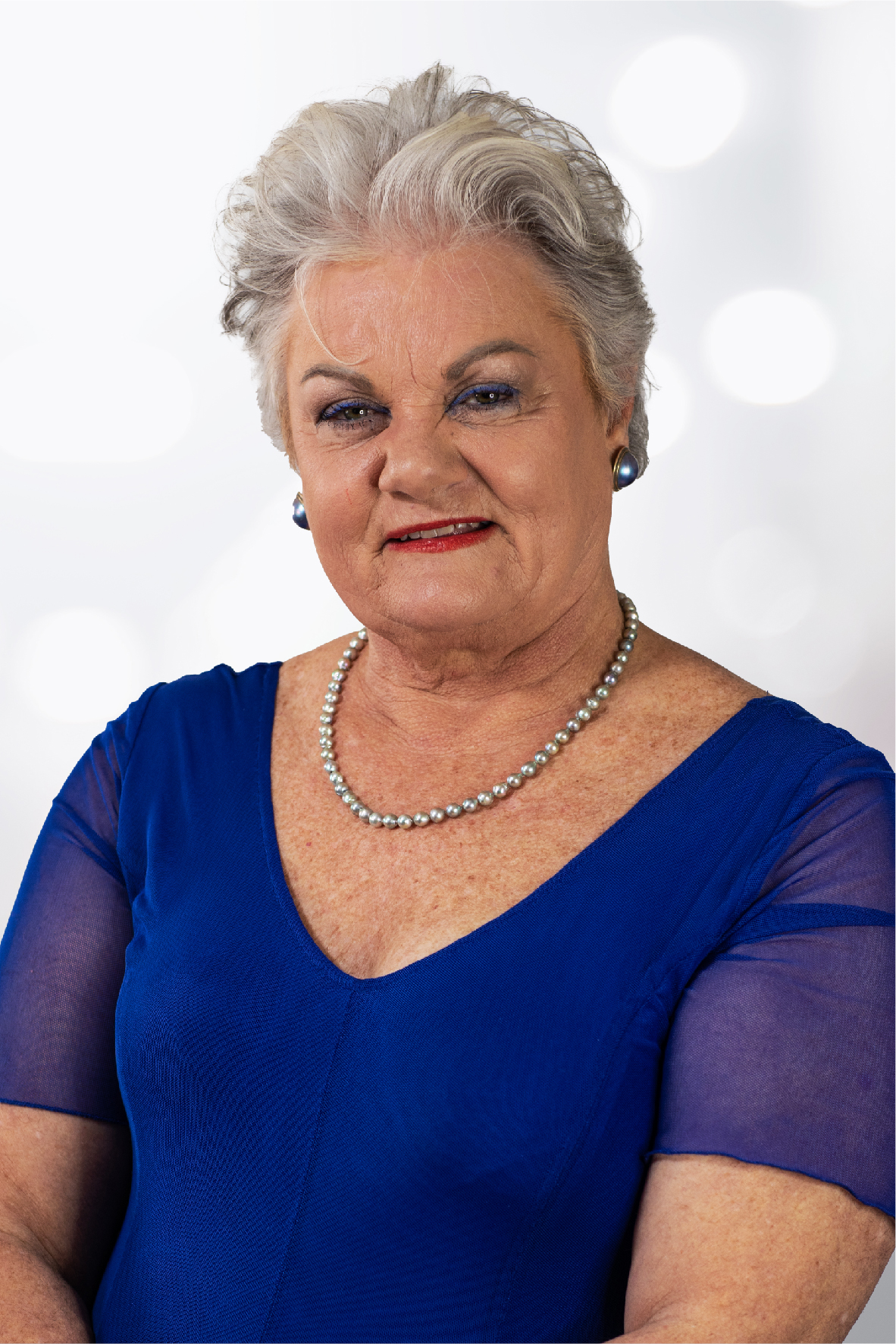
Annelie Rabie, maire depuis novembre 2021

La municipalité se compose de 25 sièges de conseillers municipaux. 

### Liste des maires
| Maires depuis 2000      | Parti politique                                | Terme                        |
| ----------------------- | ---------------------------------------------- | ---------------------------- |
| Willie Smuts            | DA (2000-2002) NNP (2002-2004) ANC (2004-2006) | 2000-2006                    |
| Theo Beyleveldt         | DA                                             | 2006-2010                    |
| Nicolette Botha-Guthrie | DA                                             | 2010-2016                    |
| Rudolph Smith (-2018)   | DA                                             | Aout 2016 - 5 janvier 2018   |
| Dudley Coetzee          | DA                                             | février 2018 - novembre 2021 |
| Annelie Rabie           | DA                                             | Depuis novembre 2021         |